# Eek-a-Mouse
Eek-a-Mouse, artistnamn för Ripton Joseph Hylton, född 19 november 1957 i Kingston, Jamaica, är musiker och en av Jamaicas största reggaeartister. Han hade sin storhetstid under 1980-talet och är en av företrädarna för singjay-stilen. Trots sin relativt höga ålder spelar han varje år över 200 konserter i Amerika och Västindien.
Eek-a-Mouse är en ständigt återkommande artist vid den jamaicanska musikfestivalen Reggae Sunsplash, och uppträder ofta tillsammans med reggaeduon Michigan and Smiley. Han är också med på rockbandet P.O.D.:s album Satellite, där han sjunger på rock-reggaelåten "Ridiculous".
Namnet Eek-a-Mouse ska han ha tagit från en kapplöpningshäst som han brukade spela på.
Man hörde inte mycket från Eek-A-Mouse mellan åren 2012 och 2014, men 2015 släppte han två singlar: Trading Guns For Weed, en låt gjord tillsammans med den bortgångne reggae-legendaren Dennis Brown med hjälp av en sample från en annan låt Brown gjort två decennier tidigare, och en låt vid namn Glory, gjord med dancehall-artisten Saba Tooth.
I juli 2017 uppträdde Eek-A-Mouse på Liseberg i Göteborg. Samma år började han deltidsbo i Dalen i Stockholmsområdet. 

## Diskografi

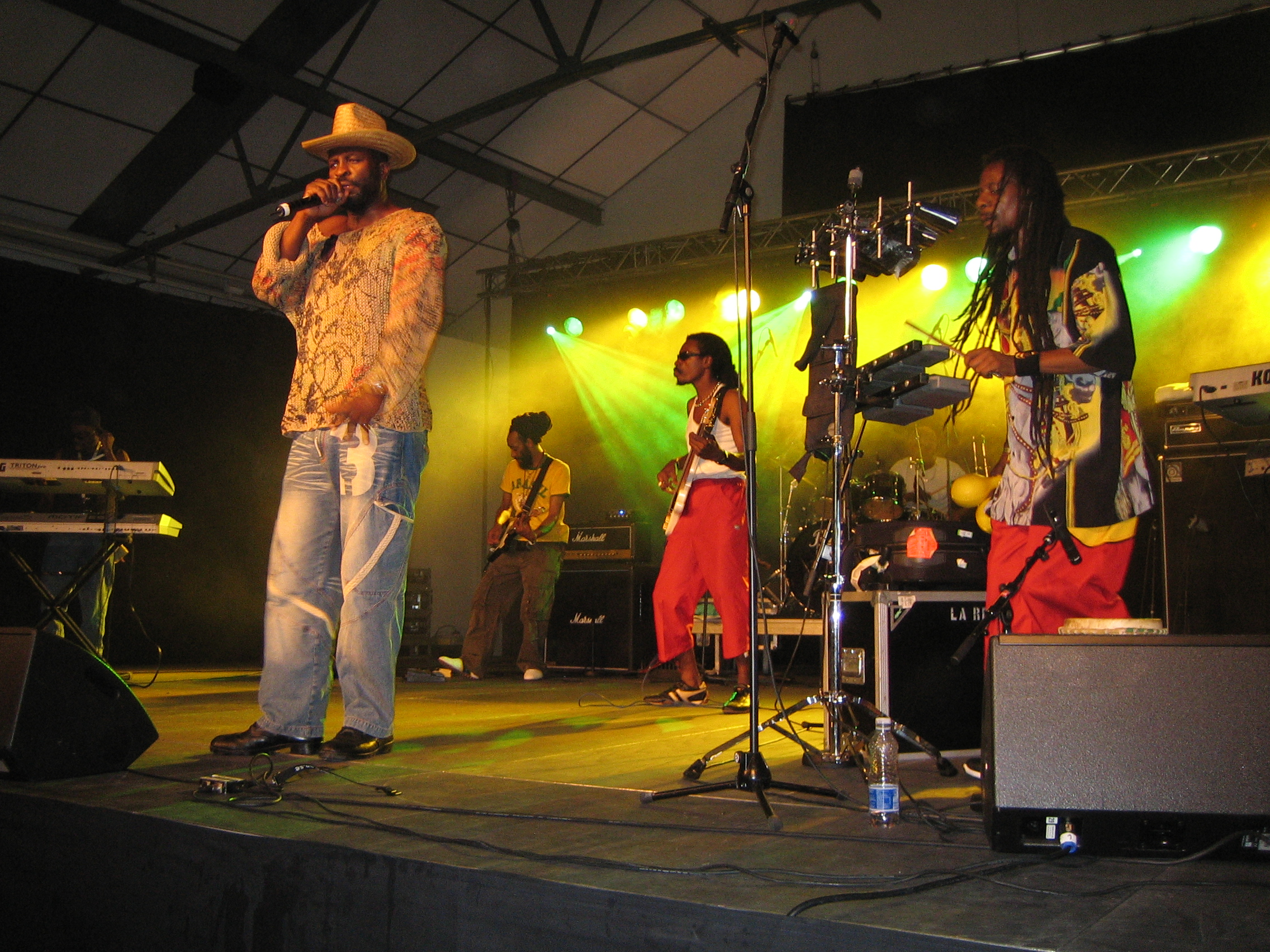
Eek-A-Mouse uppträder vid Swea reggae festival 2006, Stockholm.

### Studioalbum
- 1980 – Bubble Up Your Hip
- 1982 – Skidip!
- 1982 – Wa-Do-Dem
- 1983 – The Mouse & The Man
- 1983 – Assassinator
- 1984 – Mouseketeer
- 1985 – The King & I
- 1988 – Eek-A-Nomics
- 1988 – Mouse-A-Mania
- 1991 – U-Neek
- 1996 – Black Cowboy
- 2001 – Eeksperience
- 2004 – Mouse Gone Wild
- 2004 – Eek-A-Speeka
- 2011 – Eekziled
- 2022 – Put Food Pon De Getto Youths' Table

### Livealbum
- 2006 – Live in San Francisco

### Singlar (Urval)
- 1975 – Creation
- 1980 – Wa-Do-Dem
- 1988 – Gwan Go Shop
- 2015 – Trading Guns for Weed
- 2015 – Glory
- 2016 – A Badmind Dem

### Kända låtar
- "Wa Do Dem (1980)"
- "Skidip! (1982)"
- "Ganja Smuggling (1982)"
- "Border Patrol (1991)"
- "Sensi Party (1982)"
- "Penni Walli (1984)"
- "Talking about the business (2001)"
- "Where is my baby (1982)"
- "Rudeboy Jamaican (2001)"